# Pierre Deffontaines
Pierre Deffontaines (Bouvines, 1894 - París, 1978) va ser un geògraf francès, destacat investigador en el camp de la Geografia Humana.

## Biografia
Pierre Deffontaines va néixer a Llemotges, fill d'un general, Achille Deffontaines, mort durant la Primera Guerra Mundial. Els continus canvis de destí del seu pare feren que no pogués seguir els estudis primaris a l'escola, i que rebés majoritàriament classes de a casa per professors particulars.

### Formació
Per influència del seu pare, seguí estudis de dret i es llicencià per la Universitat de Poitiers el 1916. Acabada la llicenciatura, i inspirat per les visions geogràfiques de Jean Brunhes, geògraf francès amb una formació inicial també molt variada, que ensenyava al Collège de France, Deffontaines inicià estudis de geografia i història a la Sorbona, on obtingué el 1919 el 'diplôme d'études superiors'. Aquest li va inculcar un gran interès per la perspectiva humana de la Geografia, que aleshores s'estava desenvolupant a un gran ritme i intentava superar els horitzons d'estudi de la Geografia Regional. A començaments de la dècada de 1920, interessat igualment per la Prehistòria, seguí els cursos de l'Institut de Paléontologie humaine, a la que dedicaria els seus primers articles, amb un enfocament cadaa vegada més centrat en la geografia. Seguiria també els cursos de l'École du Louvre, on es diplomà el 1922.
A mitjans dels anys 20, va rebre una beca de la Fondation Thiers per a la redacció de la seva tesi doctoral, dedicada a la geografia de la vall de la Garona, que va defensar a la Sorbona el 1932.

### Lille

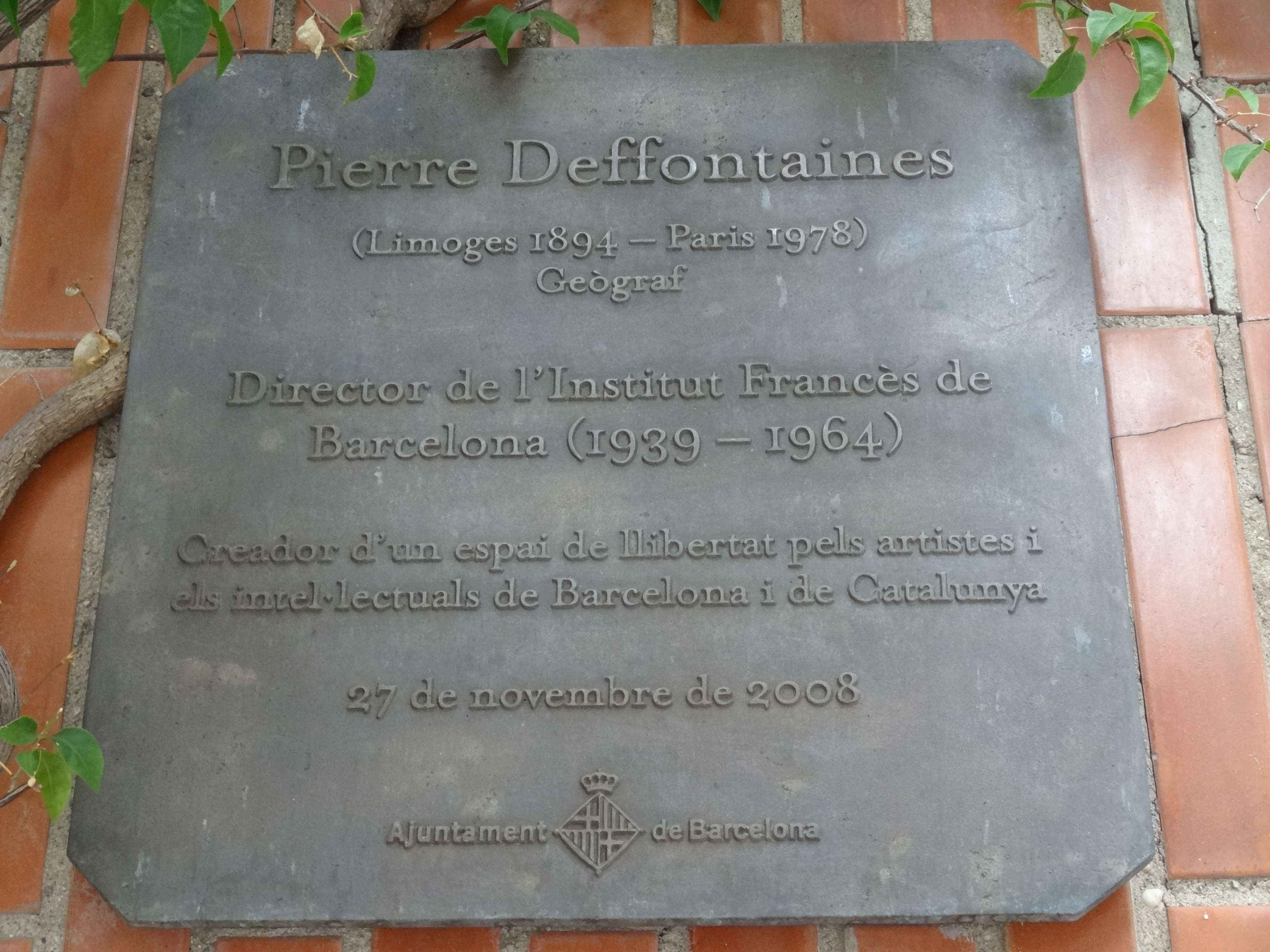
Placa a Pierre Deffontaines en l'Institut Francès de Barcelona

L'inici de la recerca purament geogràfica de Deffontaines va estar acompanyada per un acostament personal al catolicisme social francès. Al costat d'altres científics i personatges destacats encapçalats per Robert Garric, Deffontaines es va integrar en una xarxa d'intel·lectuals catòlics compromesos per la cultura i educació de les classes més baixes. No obstant això, les elits polítiques i científiques franceses d'aquell moment eren contràries a qualsevol vinculació entre església i Estat, la qual cosa va poder costar a Deffontaines no obtenir una càtedra a la Universitat. Aquesta situació li va fer acceptar una plaça de professor en les Facultats Catòliques de Lille, on va exercir entre 1924 i 1938 i va fundar l'Institut de Geografia. En aquest període va participar en la Société de Géographie de Lille, de la qual formaven part geògrafs destacats com Maximilien Sorre.
Durant aquest període, i juntament amb la seva dona, s'implicà en el moviment del catolicisme social amb forta implicació en l'ensenyament. Es va comprometre també amb el desenvolupament del moviment escolta i excursionista, per al qual redactà diversos treballs, el més conegut dels quals el Petit guide du voyageur actif, que ceneix múltiples reedicions.

### Brasil
La seva vida acadèmica va estar posteriorment vinculada a Brasil durant la dècada de 1930. Entre les dues guerres mundials, al Brasil hi va haver veus a favor d'una reforma de l'educació superior. Durant aquest període, França va voler enfortir les seves relacions amb Amèrica Llatina i el govern francès va voler ajudar a establir universitats. El 1934 es va fundar la Universitat de Sao Paulo i se li va demanar a Deffontaines que modelés la càtedra de geografia. En el període 1936-1938, Deffontaines va tornar a viatjar diverses vegades al Brasil per establir l'Institut de Geographie et d'Estadística de la Universitat de Rio de Janeiro juntament amb Emmanuel de Martonne. Deffontaines també va iniciar la publicació de dues revistes geogràfiques brasileres.

### Barcelona
L'any 1939 se li va demanar a Deffontaines la reactivació de l'Institut français de Barcelona. Va arribar a Barcelona quan el geògraf en cap, Pablo Vila, havia marxat a Llatinoamèrica a l'exili. Deffontaines va ajudar el grup endarrerit dels geògrafs catalans i va introduir la geografia social francesa. L'any 1942, les delegacions de l'Institut français de Madrid, Lisboa i Barcelona van indicar que no complirien les ordres del govern de Vichy. Amb l'ajuda dels catalans es va fundar un nou Institut français, vinculat al govern d'Algèria. En canviar el seu nom a ANEIE (Association nationale d'étudiants d'idiomes étrangers) va poder mantenir-se. A l'acabament de la Segona Guerra Mundial Deffontaines va ser restablert oficialment en el seu lloc com adirector d l'Institut, que ocuparia fins al 1964.
Deffontaines va fer una gran tasca de recerca a Catalunya, el Rosselló i les Balears. Va publicar el resultat en nombrosos articles a les revistes de geografia en castellà, com la Revista de Geografia i la 'Méditerranée'. Dues zones van rebre molta atenció: el delta del Llobregat just al sud de Barcelona i el delta de l'Ebre. Durant les sees excursions geogràfiques va utilitzar amplament el seu talent com a dibuixant, que il·lustrarien en part la seva obra La Méditerranée catalane, publicada el 1975. El novembre de 1977 va ser homenatjat a Barcelona amb una exposició dels seus dibuixos i esbossos.

### Canada
Totalment reintegrat en el seu càrrec a la fi de la Segona Guerra Mundial, Deffontaines continuaria la seva direcció de l'Institut, que alternà amb viatges d'estudis, entre ells al Quebec. A les zones francòfones del Canadà, Deffontaines i Raoul Blanchard són considerats els fundadors de la geografia. Van participar en la formació de l'ensenyament de geografia a la Universitat de Laval. Durant els mesos d'hivern de 1948-1949, Deffontaines, com estava acostumat a zones per ell desconegudes, havia viatjat per Quebec per veure com els humans tractaven les condicions hivernals a l'hàbitat. El 1957 va aparèixer 'L'homme et l'hiver au Canada'.

### França
A finals dels anys 60, va ser nomenat professor emèrit de geografia a la Universitat de Montpeller.

## Interessos científics i de recerca

### Tesi
Deffontaines es pot considerar un alumne de Jean Brunhes, però aquest impartia els seus cursos al Collège de France, i que per tant no podia expedir diplomes oficials, dret estava reservat a les universitats. És per això que Deffontaines es va veure obligat a demanar a Albert Demangeon, prefessor a la Universitat de la Sorbonne que fos el seu director de tesi. Deffontaines hauria volgut situar el tema de la seva tesi al Llemosí, ja que havia investigat sobre la regió per a la seva tesi de màster a l'École du Louvre. Però Demangeon considerava el Llemosí com "el seu territori" i Deffontaines va haver d'escollir un altre camp d'investigació, la vall de la Garona. Va defensar la seva tesi l'any 1932 sota el títol 'Les hommes et leurs travaux dans les pays de la moyenne Garonne (Agenais, Bas-Quercy)'. L'obra tenia un enfocament inusual: als ulls del jurat, no es tractava d'una monografia regional segons el paradigma de la geografia vidaliana (per Paul Vidal de la Blache). Era inusual que s'hagués prestat tan poca atenció a la geografia física. No obstant això, el doctorat va ser guardonat amb un 'très honorable'.
El paisatge cultural era central, amb atenció a la població local, les formes d'assentament, l'economia local i la circulació del trànsit. La manera com Deffontaines va utilitzar el desenvolupament històric per explicar les formes del paisatge cultural també era inusual. Va descriure les diferents fases de l'ocupació humana en seqüència de temps inversa. El jurat va pensar que aquest era un enfocament notable. Deffontaines va concloure que aquesta part de la zona de Garona no es podia considerar com una regió amb la seva pròpia individualitat. Va ser aquest punt en particular el que va rebre dures crítiques per part d'Albert Demangeon (no bé el seu promotor) quan va revisar la tesi a la revista Annales de Géographie. Tampoc es va apreciar el tractament del passat recent abans de períodes posteriors. De fet, aquesta revisió va ser una barrera per a una carrera en el sistema universitari regulat per l'estat.

### La col·leccióGéographie humainede Gallimard
L'any 1933, l'editorial Gallimard va iniciar la col·lecció "Géographie humaine", editada per Deffontaines i pensada com a contrapartida de la col·lecció geogràfica publicada per Armand Collin sota la direcció d'Albert Demangeon, que aparegué entre 1922 i 1941. Amb la col·lecció de Gallimard, Deffontaines volia arribar a un públic més ample: entre 1933 i 1972 es van publicar 36 volums amb fotos, mapes i figures, dels quals Deffontaines va escriure'n quatre: L'Homme et la forêt (1933), Géographie et religions (1948), L'Homme et l'hiver au Canada (1957) i L'Homme et sa maison (1972).
Amb el seu llibre Géographie et religions, Deffontaines va expressar explícitament les seves opinions sobre la influència dels valors morals i espirituals en la configuració del paisatge cultural. Va descriure la influència de les opinions religioses sobre les formes visibles (materials) d'organització espacial i el comportament espacial, tot parant especial atenció als aspectes socioeconòmics de la mort (funerals, cementiris, migracions i pelegrinatges).
La introducció i la conclusió dels volums es poden llegir com un manifest geogràfic sobre el lloc de l'home a la natura. La tasca del geògraf era aclarir la tasca de l'home a la terra. Amb el control de les condicions naturals, l'home també té la responsabilitat de l'ús sostenible del medi ambient. Per tant, va ser un dels primers defensors de la protecció del medi ambient.
Com a catòlic convençut, Deffontaines tenia una visió teleològica de la història. En aquest sentit, va ser seguidor de Pierre Teilhard de Chardin. Per a ell, la història de la terra va tenir una sèrie de fases i la corona d'aquest desenvolupament va ser "el fenomen de l'home" i, per tant, la noosfera, la capa del pensament que es va fer visible en tot tipus de marques religioses.

### Géographie Universelle, de Larousse
Amb Marielle Jean-Brunhes Delamarre (la filla de Jean Brunhes), Deffontaines va editar la col·lecció "Géographie Universelle", publicada per Larousse. Es va convertir en una obra ricament il·lustrada, en la qual van col·laborar fins a 64 autors. El mateix Deffontaines va escriure la introducció general, assajos sobre el Canadà, el Paraguai i l'Uruguai i una 'prospectiva geogràfica' final. La sèrie va ser un èxit i es van publicar traduccions en anglès, italià i castellà

## Obres destacades
- Les hommes et leurs travaux dans les pays de la moyenne Garonne (Agenais, Bas-Quercy). Tesi doctoral, 1932.
- La Vie forestière en Slovaquie. Paris: H. Champion, 1932. 95 p. (Tesi complementària, presentada a la Facultat de lletres de la Universitat de Paris).
- "Notes sur la géographie préhistorique", Revue anthropologique, 42e année, N° 7-8 (juillet-septembre 1932).
- L'Homme et la Forêt. Paris, 1933, 189 p.
- L'Homme et la montagne au Brésil. Nancy: Société d'impressions typographiques, 1937. 31 p.
- Petit guide du voyageur actif. Paris, Clermont-Ferrand: Edition sociale française, 1941. 32 p.
- Géographie et religions. Paris, 1948. 441 p.
- L'Homme et l'hiver au Canada. Paris, 1957. 297 p.
- Géographie universelle, amb Mariel Jean-Brunhes. Paris: Larousse, 1958. 3 volums.
- L'Homme et sa maison. Paris, 1972. 254 p.
- La Méditerranée catalane. Paris, 1975 (coll. Que sais-je?). 126 p.
- Journal de guerre, 1939-1944. Villeneuve-d'Ascq: Presses universitaires du Septentrion, 2015. 305 p.